# 김기율
김기율(1922년 3월 8일 ~ 2012년 8월 5일)은 대한민국의 만화가이다. https://www.ohmynews.com/NWS_Web/View/at_pg.aspx?CNTN_CD=A0002129329

## 작품 목록
- <도토리군> : 데뷔작, <서울신문> 연재.
- <신판 봉이 김선달>
- <도토리> 시리즈
- <무쇠돌> 시리즈
- <두더쥐 두루뭉> : <한국일보> 연재.
- <남대천>

## 경력
- 한국만화가협회 제4대 회장(1972)
- 한국만화자율회 심의부장(1961)
- 만화월간지 만화세계 근무(1960)